# Boertigh, Amoreus en Aendachtigh Groot Liedboeck

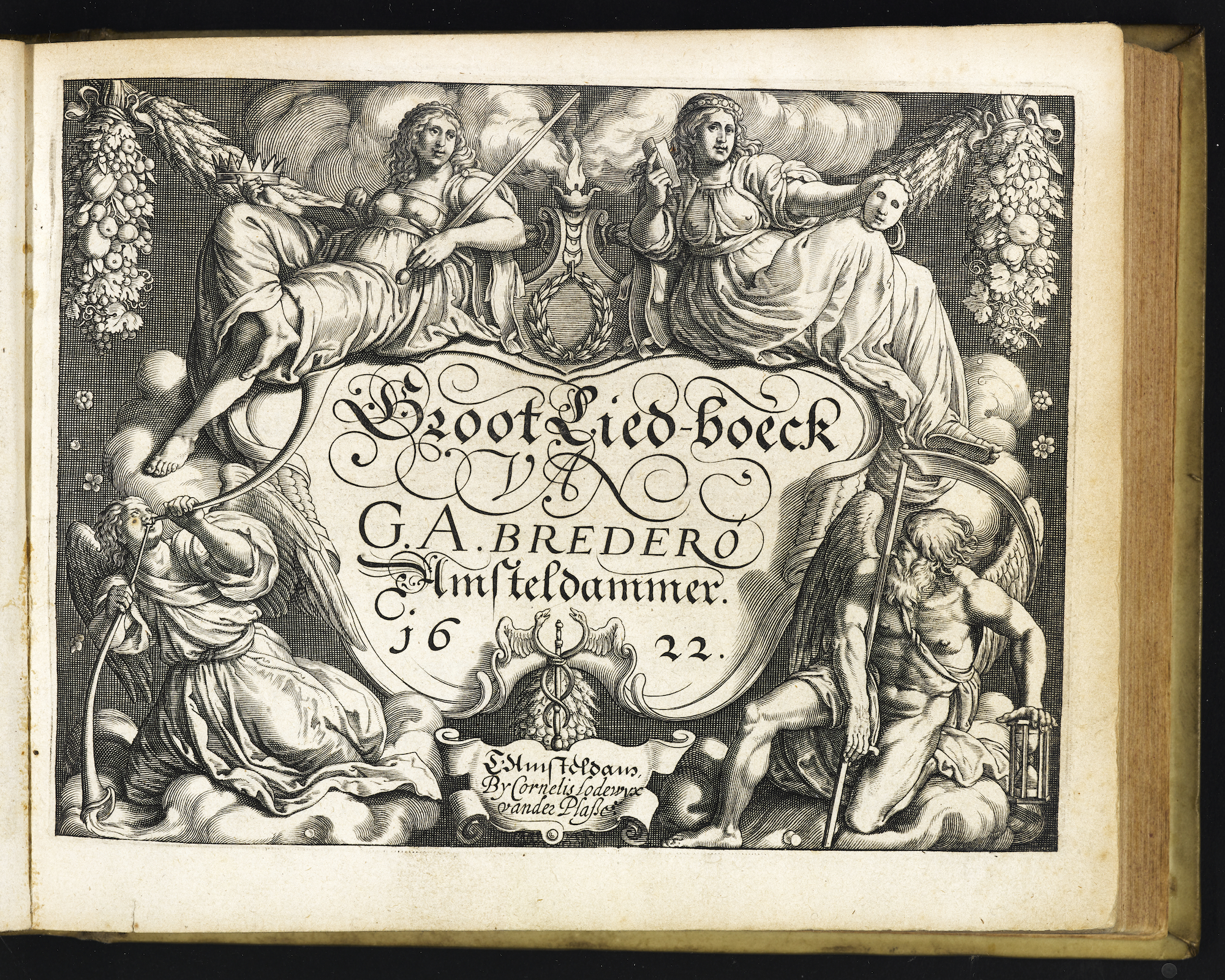
Het titelblad van de uitgave van Cornelis Lodewijcksz vander Plasse, 1622.

Het Boertigh, Amoreus en Aendachtigh Groot Liedboeck van G.A. Bredero is een liedboek uit de renaissance. De thema's die centraal staan zijn humor (boertig), liefde (amoureus) en godsdienst (aandachtig). Dit liedboek was zeer bekend en populair onder de Nederlanders in deze tijd.
Werken van Bredero uit het boertig, amoureus, aandachtig liedboek:
- Boerengezelschap (boertig)
- Geestigh Liedt (aandachtig)
- Vroeg in dageraet (amoureus)